# Thomas-Louis de Schietere de Lophem
Thomas-Louis de Schietere de Lophem, né à Bruges le 27 juillet 1769 et mort à Bruges le 20 janvier 1824, est un militaire et homme politique néerlandais.

## Mandats et fonctions
- Bourgmestre de Lophem : 1809-1815
- Membre de la seconde Chambre : 1815-1817
- Échevin de Bruges : 1817-
- Membre des États provinciaux de Flandre-Occidentale : 1818-

## Sources
- parlement.com